# فاسيلي فرشاغن
فاسيلي فاسيليفتش فـِرِشـّاغـِن ((الروسية: Васи́лий Васи́льевич Вереща́гин)؛ 26 أكتوبر 1842 – 13 أبريل 1904)، كان أحد أشهر الفنانين الحربيين الروس وأحد أوائل الفنانين الروس الذين ذاع صيتهم في الخارج. الطبيعة بالغة القسوة لمناظره الواقعية أدت إلى عدم طباعة أو عرض العديد من لوحاته.

## سنوات التلمذة
وُلد فرشاغن في تشيريبوفيتس، محافظة نوفغورود، الامبراطورية الروسية عام 1842، حيث كان الأخ الأوسط لثلاث أشقاء. كان والده مالك أراضي من أصول نبيلة، بينما كانت والدته من أصول تترية. عندما كان في الثامنة من عمره، أٌرسل إلى تسارسكويه سلو للانضمام إلى فيلق ألكسندر كادت. بعد ثلاث سنوات، انضم إلى فيلق كادت البحري في سانت بطرسبرغ، ليقوم بأولى رحلاته عام 1858. خدم على الفرقاطة كامتشاتكا 2، التي أبحرت إلى الدنمارك، فرنسا ومصر.
تخرج ڤرشاغن الأول على دفعته في المدرسة البحرية، لكنه ترك الخدم بعدها مباشرة ليتفرغ لدراسة الرسم. بعد عامين، في 1863، فاز بمدالية من أكاديمية سانت بطرسبرغ عن عمله يوليس يقتل الخاطبين. عام 1864، ذهب إلى باريس، حيث درس تحت إشراف جان ليون جيروم، على الرغم من اختلافه الشديد عن أساليب معلمه.

## أسفاره في آسيا الوسطى

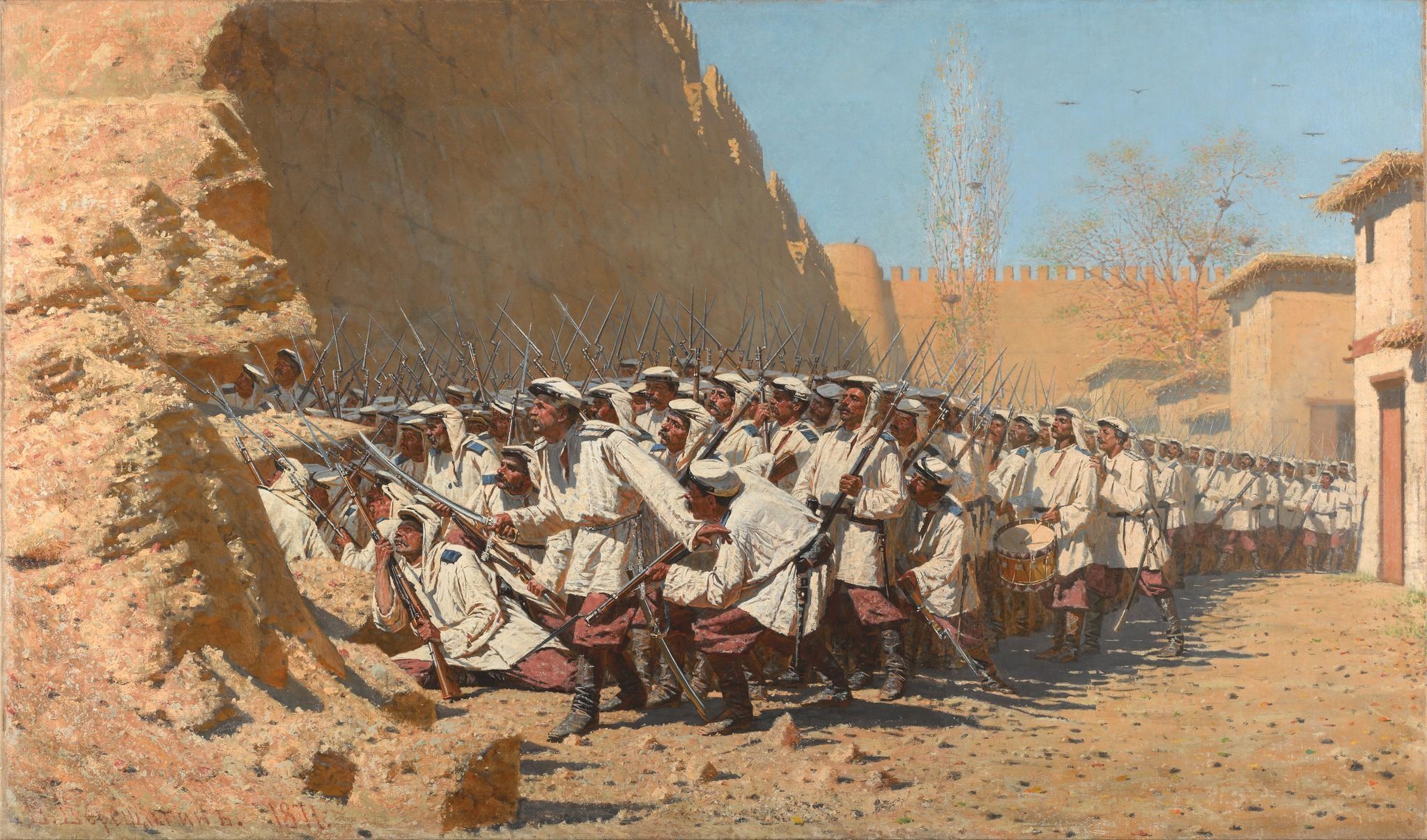
على جدران القلعة: دعهم يدخلون! (1871).

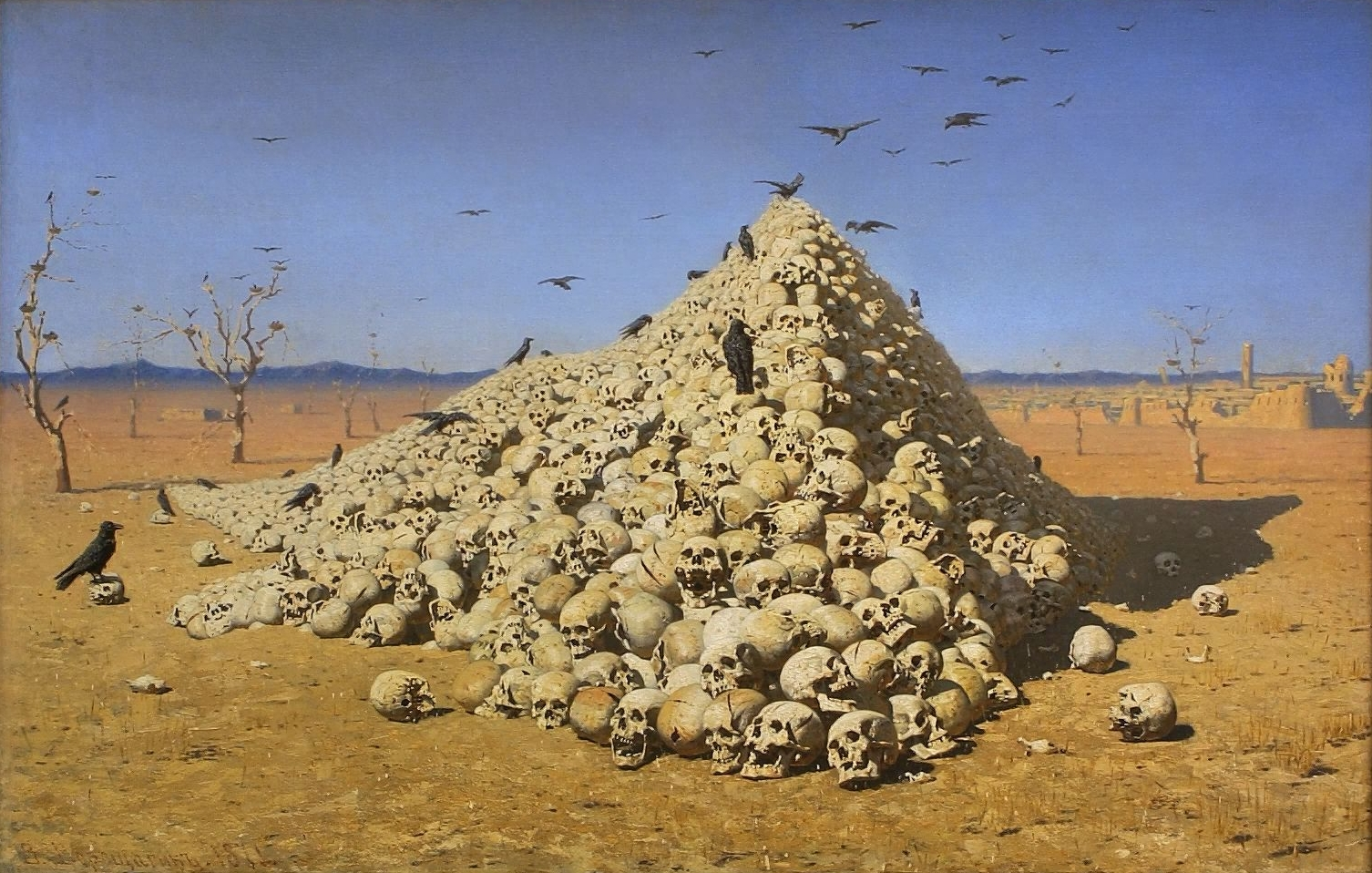
تأليه الحرب (1871)

في صالون باريس 1866، عرض لوحة الدوخوبور يشدون بمزاميرهم. في العام التالي، دُعي لمرافقة الجنرال قنسطنطين كوفمان إلى تركستان. بطولته في حصار سمرقند من 2-8 يونيو 1868 أدت إلى منحه صليب القديس جورج من الدرجة الرابعة. كان رحالة لا يعرف الكلل، عاد إلى سانت بطرسبرغ في أواخر 1868، إلى باريس عام 1869، ورجع إلى سانت بطرسبرغ في أواخر العام التالي، ثم إلى تركستان عن طريق سيبريا في نهاية 1869.
عام 1871، أسس أتيليه في ميونخ. كما أقام معرضاً منفرداً لأعماله في قصر الكريستال، في لندن عام 1873. وأقام معرضاً آخر لأعماله في سانت بطرسبرغ عام 1874، حيث مُنعت لوحتين من العرض، الأولى باسم تأليه الحرب، إلى «جميع الفاتحين، في الماضي والحاضر والمستقبل»، والثانية باسم ترك وحيداً، صورة لجندي يحتضر بعد أن تركه زملائه، لتصويرهما الجيش الروسي في حالة ضعف.
في اواخر 1874، غادر في جولة مطولة إلى الهيمالايا، الهند والتبت، حيث قضى فيها ما يزيد عن عامين. عاد إلى باريس في أواخر 1876.

## الحرب الروسية التركية
مع بدء الحرب الروسية العثمانية (1877-1878)، غادر فرشاغن باريس وعاد إلى الخدمة في الجيش الروسي الامبراطوري. كان حاضراً عند عبور ممر شيبكا وعند حصار بلفنا، حيث قُتل أخيه. أصيب بجراح خطرة أثناء الاستعدادات لعبور الدانوب بالقرب من روستتشوك. عند نهاية الحرب، كان سكرتيراً للجنرال سكوبلف في سان ستفانو.

## شهرة عالمية
بعد الحرب، أقام فرشاغن في ميونخ، حيث رسم صوره الحربية بسرعة حيث اتهم بتوظيف مساعدين. كانت الموضوعات الرئيسية لصوره، وهدفها التعليمي، الدعوة للسلام بتصوير أهوال الحرب، والتي جذبت قطاعاً عريضاً من العامة من غير المهتمين بالفن إلى سلسلة المعارض التي أقامها لصوره في باريس عام 1881 ولاحقاً في لندن، برلين، درسدن، فيينا ومدن أخرى. 

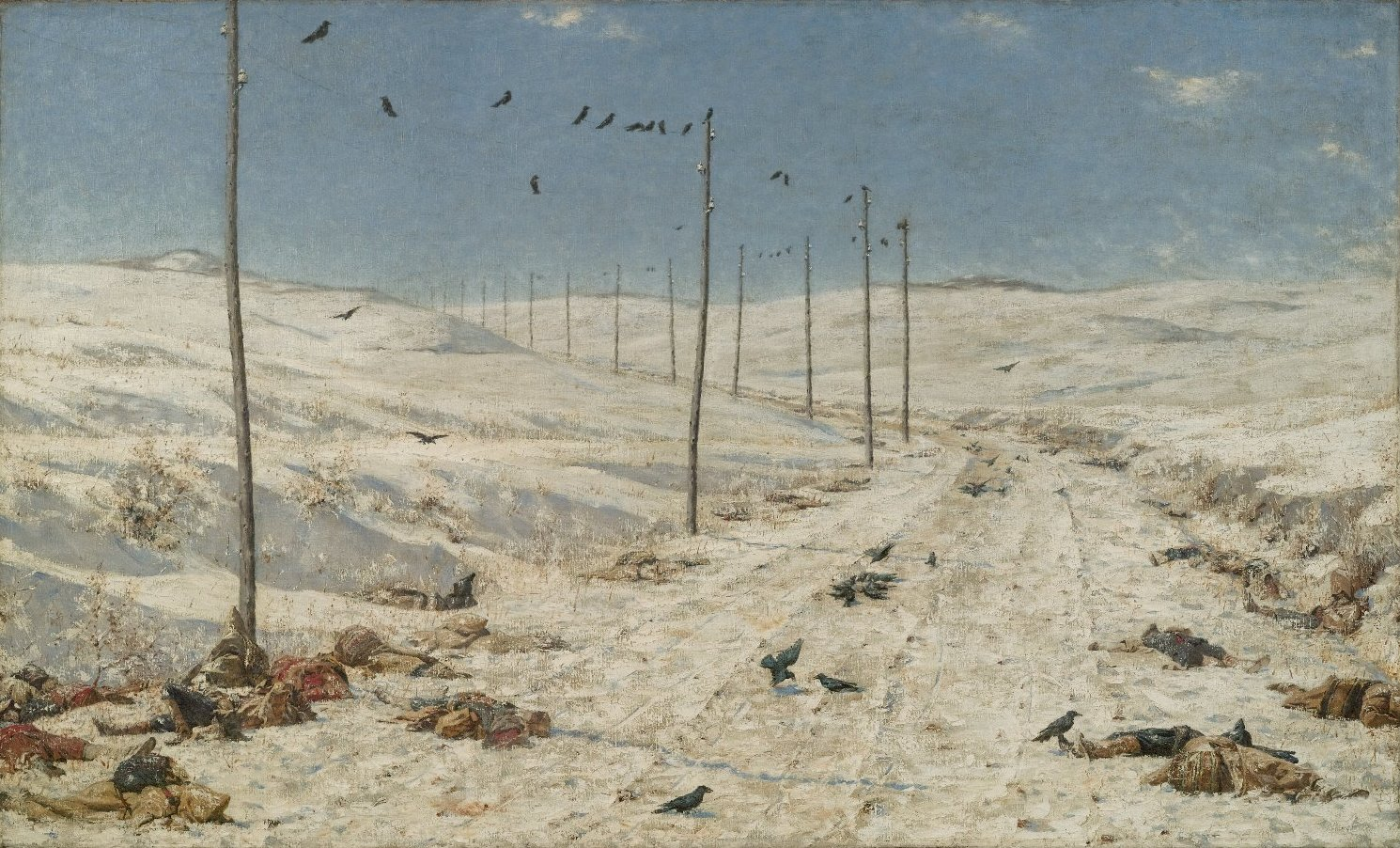
فاسيلي فرشاغن (روسي، 1842-1904). طريق أسرى الحرب، 1878-1879. زيت على كنفاه. متحف بروكلين

رسم ڤرشاغن مشاهد مختلفة للحكم الامبراطوري في الهند البريطانية. تصويره الملحمي للموكب الحكومي لأمير ويلز إلى جيابور في 1876 يزعم أنه ثالث أكبر رسم في العالم. عام 1882–1883، سافر إلى الهند مرة أخرى.
أثار الكثير من الجدل بسلسلة صوره الثلاثية: الأولى: للإعدام الروماني (الصلب الروماني (1877)؛ الثانية، إخماد الإنجليز للثورة الهندية والتي تصور الجنود الهنود يجرون تحت طلقات المدافع"، والثالثة، إعدام العدميين في سانت بطرسبورغ. صورته إخماد الإنجليز للثورة الهندية كانت تصور الإعدام بربط الضحايا على فوهات المدافع. يزعم منتقدو فرشاغن أن مثل هذه الإعدامات كانت تتم فقط في ثورة الهند سنة 1857، لكن الرسم كان يصور جنود معاصرين في ثمانينيات القرن التاسع عشر، مما يعطي انطباعاً بأن هذا الفعل كان يمارس في الوقت الحالي. بسبب طرازها الفوتوغرافي، كان يبدو أن اللوحة تقدم نفسها كسجل غير متحيز لحدث حقيقي. في عدد مجلة الفن الصادر في ديسمبر 1887، دافع فرشاغن عن نفسه قائلاً بأنه في حال قيام تمرد آخر فسوف يستخدم البريطانيون هذه الطريقة مرة أخرى.

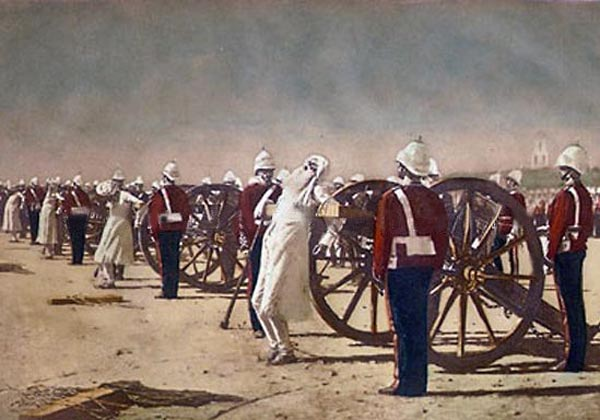
إخماد الإنجليز للثورة الهندية (1884).

بحلول أواخر القرن التاسع عشر، اكتسب فرشاغن شعبية كبيرة، ليس في روسيا فقط، لكن في الخارج أيضاً ولم يختفي اسمه من على صفحات الصحفة والمجلات الأوروبية والروسية. من أعماله المبكرة، على عكس معظم اللوحات الحبية المعاصرة التي كان تصور الحرب كنوع من المواكب العسكرية، كان فرشاغن يصور أهوال الحرب. كتب ڤرشاغن: «أحب الشمس طوال حياتي، وأريد أن أرسم أشعة الشمس. عندما حدث ورأيت الحرب، فإنني أقول ما أفكر فيه، فرحت لأنني سأكون قادراً على رؤية الشمس مرة أخرى. لكن غضب الحرب استمر في ملاحقتي». في أحد الأيام، عام 1882، قام المارشال الألماني هيلموت فون مولتكه بزيارة معرض فرشاغن في برلين. أطلع فرشاغن مولتكه على لوحته تأليه الحرب. أثارت الصورة نوعاً في الارتباط لدى المارشال. بعد زيارته للمعرض، أصدر مولتكه أمراً بمنع الجنود الألمان من زيارة المعرض. كذلك فعل وزير الحرب النمساوي. كما رُفض عرض الفنان بالسماح للجنود النمساويين برؤية صوره بدون رسوم في معرض ڤيين 1881.

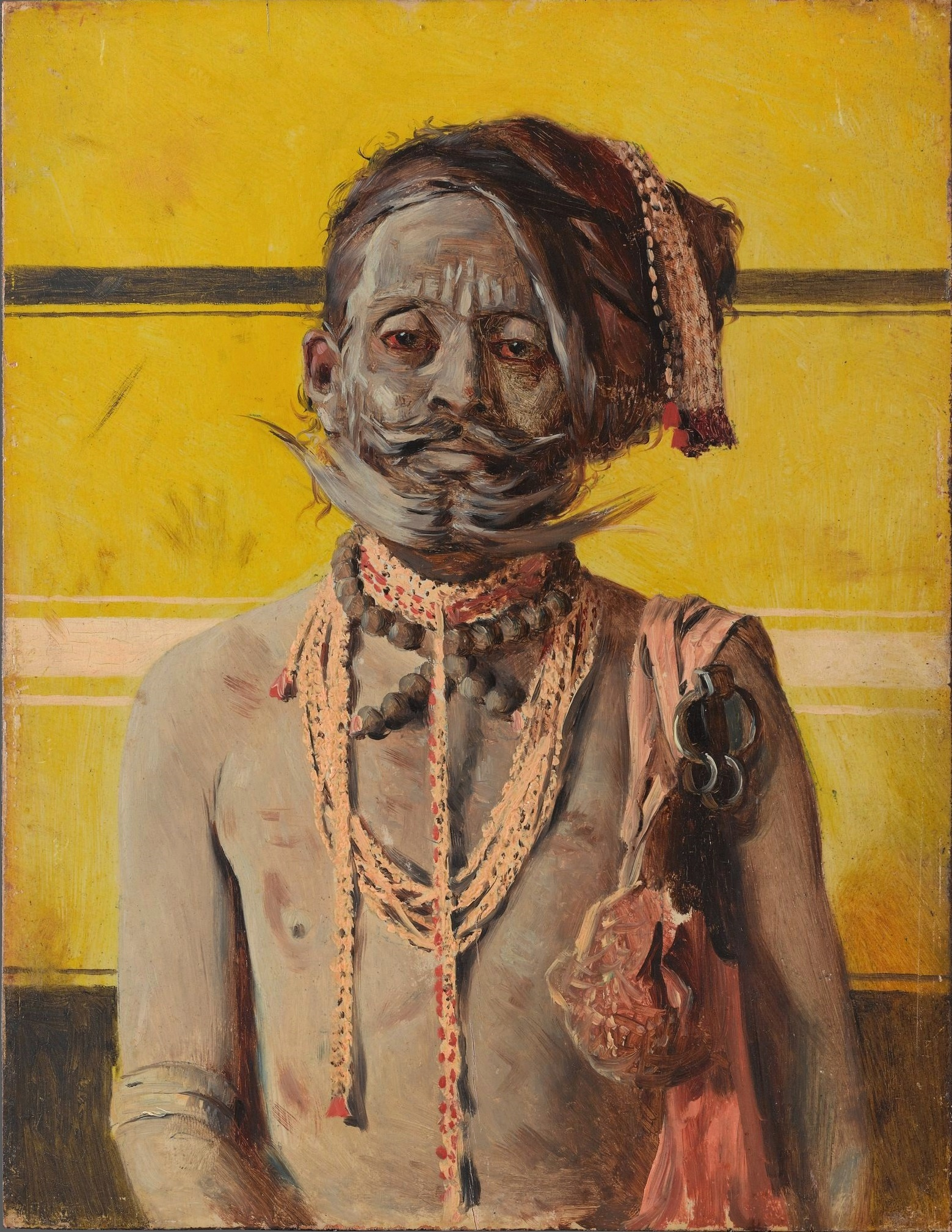
فقير هندي (1874–1876)

في روسيا، فرض أيضاً حظر على عرض عملفرشاغن، وكذلك مُنع وضع نسخ منها في الكتب والدوريات وسط اتهامات بالافتراء للجيش الروسي. تأثر الفنان بهذه الاتهامات بشدة وحرق ثلاثة من لوحتها، الجندي المجهول، لقد حوصروا، وتابعوا واقتحموا.
وقد أمدّته رحلته إلى سوريا وفلسطين في 1884 بعدد من الموضوعات من الإنجيل التي أثارت نقاشاً واسعا.
أثارت لوحات فرشاغن جدلاً حول شكل المسيح، في ما رؤي في حينها أنها واقعية غير مرغوب فيها. فتصويره لملامح المسيح اعتبره كثيرون أنه فج ويبالغ في عرقه السامي.
سلسلة "1812" حول حملة نابليون لروسيا، والتي قام فرشاغن أيضاً بكتابة كتاب، يبدو أن مصدر إلهامها كانت رواية تولستوي الحرب والسلام، ورسمها في 1893 في موسكو، حيث كان الفنان قد استقر.

## آخر أعوامه

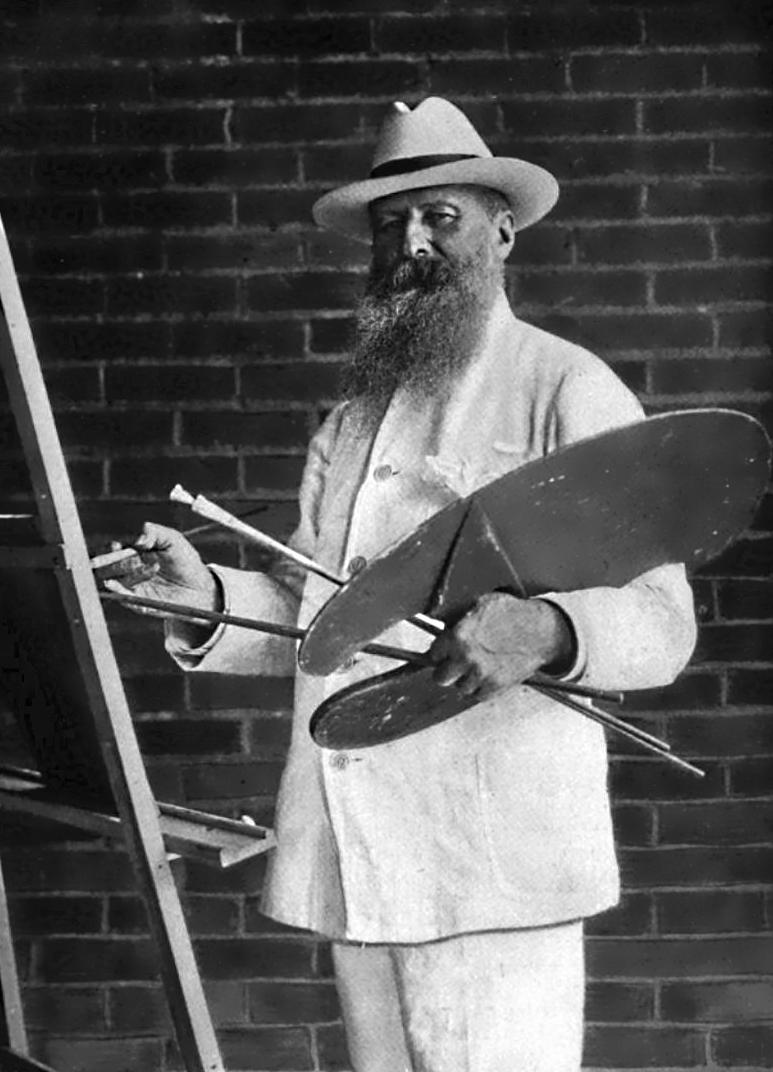
في 1902

أثناء الحرب اليابانية الصينية الأولى الأولى 1894-1895 كان فرشاغن في الشرق الأقصى، وكان برفقة القوات الروسية في منشوريا أثناء ثورة الملاكمين عام 1900. عام 1901، زار الفليبين، عام 1902 الولايات المتحدة وكوبا، وعام 1903، اليابان. أثناء الحرب الروسية اليابانية، كان مدعو من قبل الأدميرال ستيبان ماكاروف للانضمام إليه على متن السفينة بيتروبافلوفسك. في 13 أبريل، 1904، أصيبت بيتروبافلوفسك بلغمين أثناء عودتها من بورت أرثر وغرقت بمعظم طاقمها، ومن بينهم الأدميرال ماكاروف وفرشاغن. كان آخر أعمال فرشاغن، صورة لمجلس الحرب تحت رئاسة ماكاروف، والتي تم إنقاذها.

## ذكراه
يرتبط بعلاقة قرابة بعيدة بمغني الروك التشيكي أليش بريتشا. لوحته تأليه الحرب استخدمها فريق الميتال أركاين كغلاف فني لألبومه فاراو.

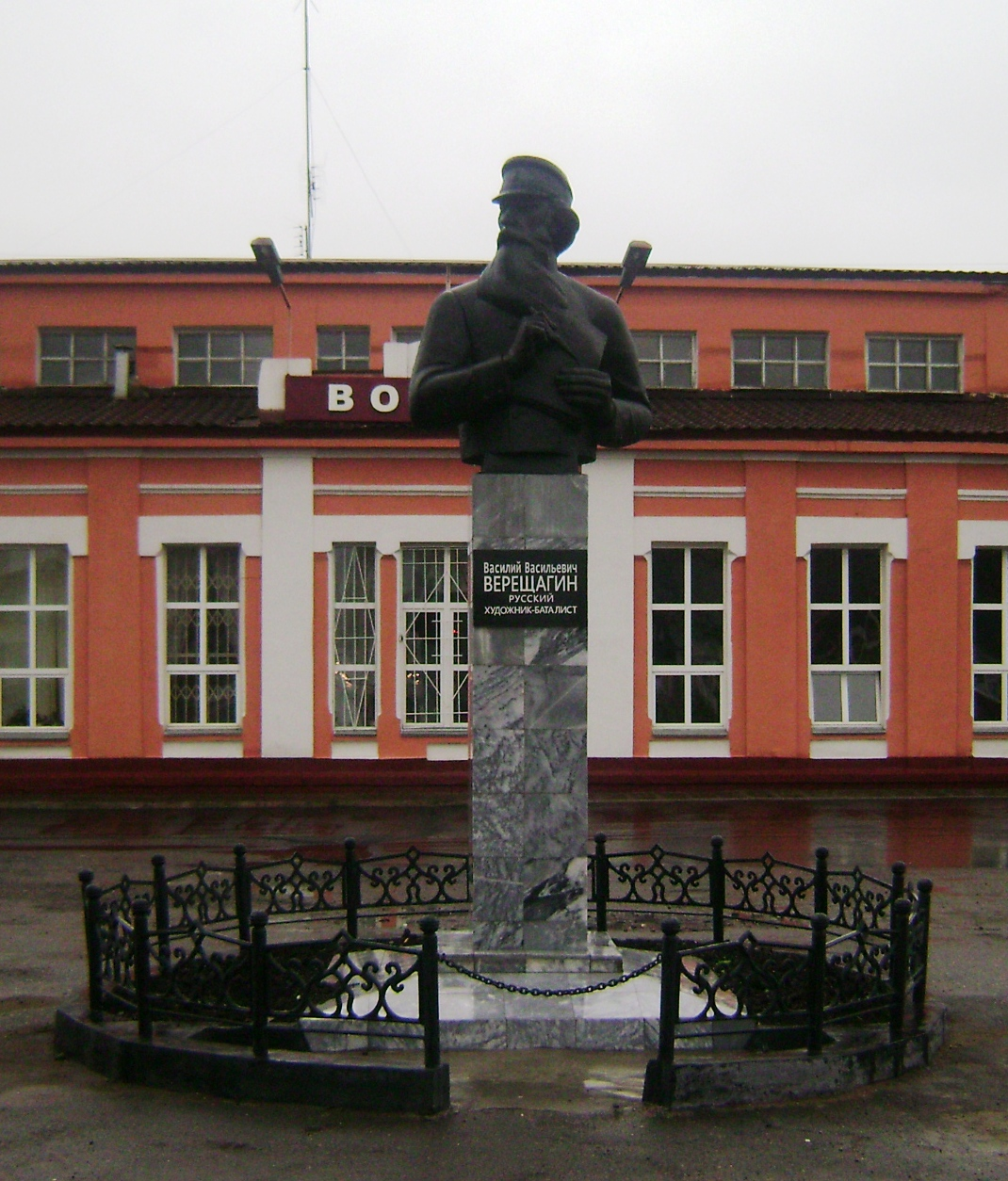
نصب تذكاري تمثال نصفي على ساحة محطة السكة الحديد في فيريشتشاغينو

بلدة فيريشتشاغينو في بيرم كراي مسماة على اسمه، وكذلك كوكب صغير، 3410 فرشاغن، اكتشفه رائدة الفضاء السوفيتية ليودميلا زورافليوفا عام 1978.
د

## معرض الصور

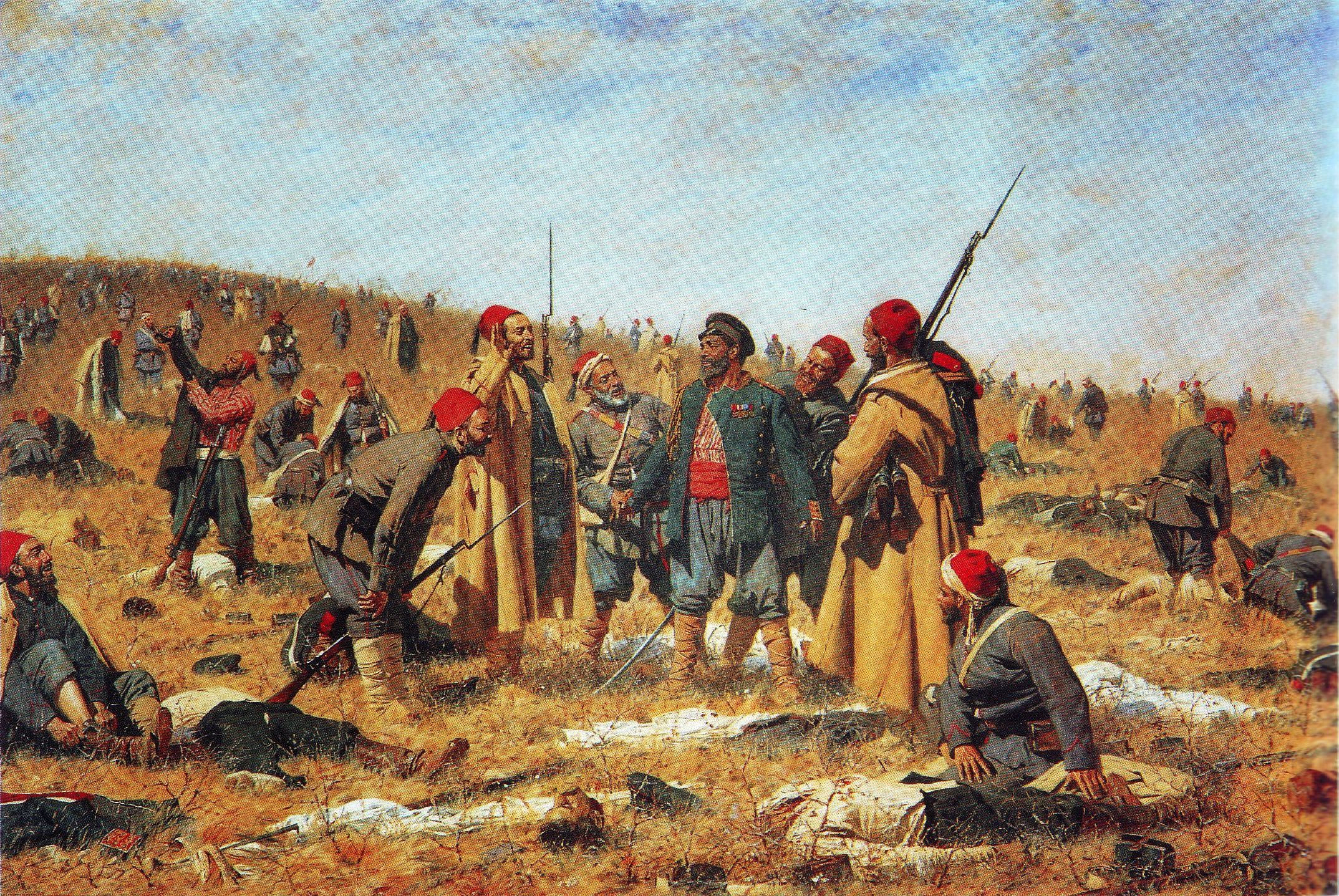
الفائزون
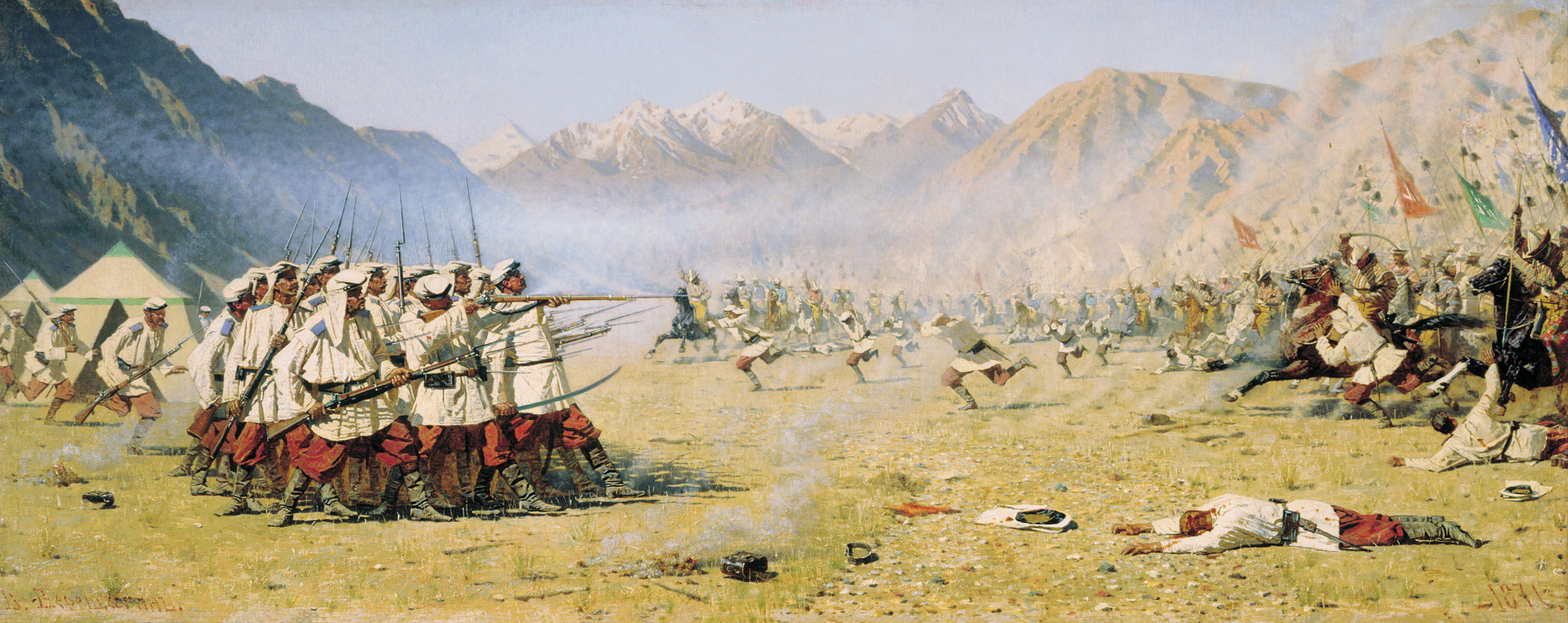
الهجوم
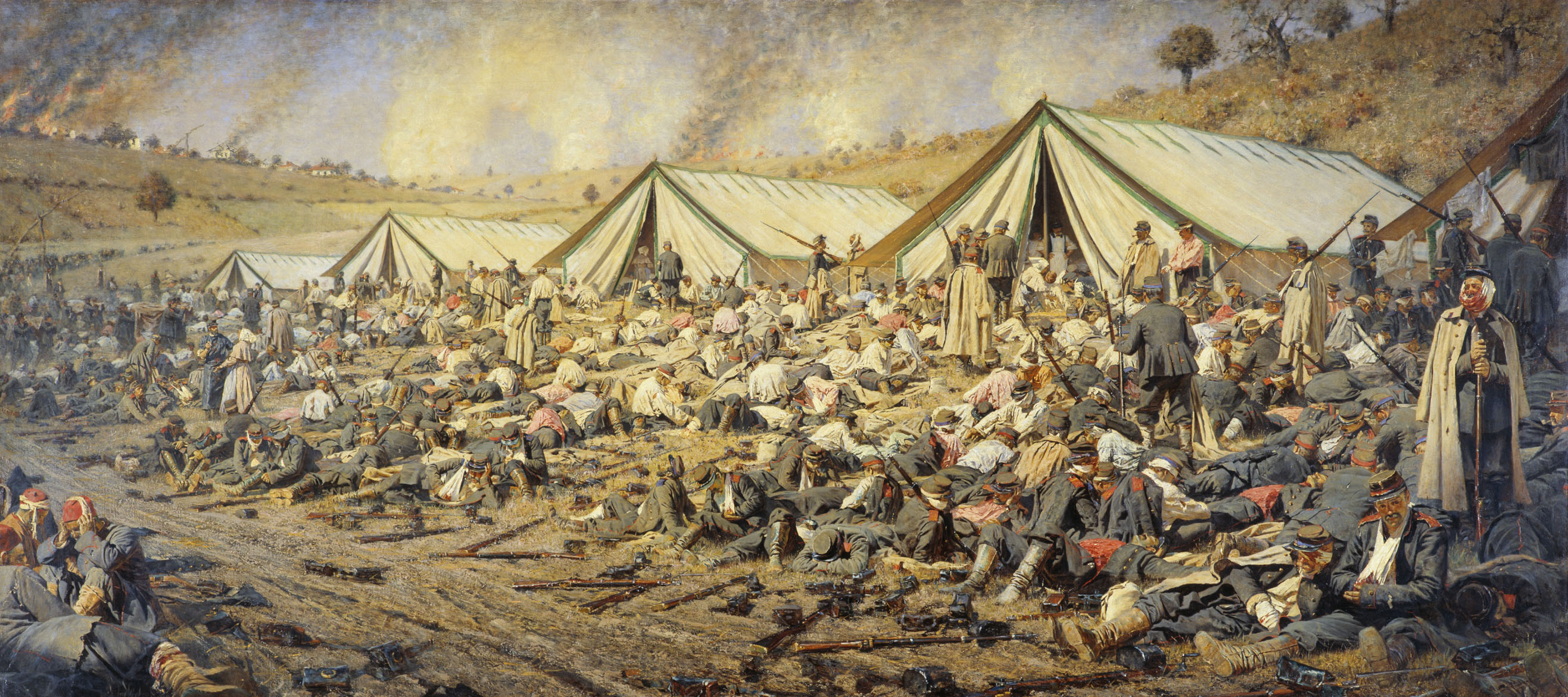
بعد الهجوم
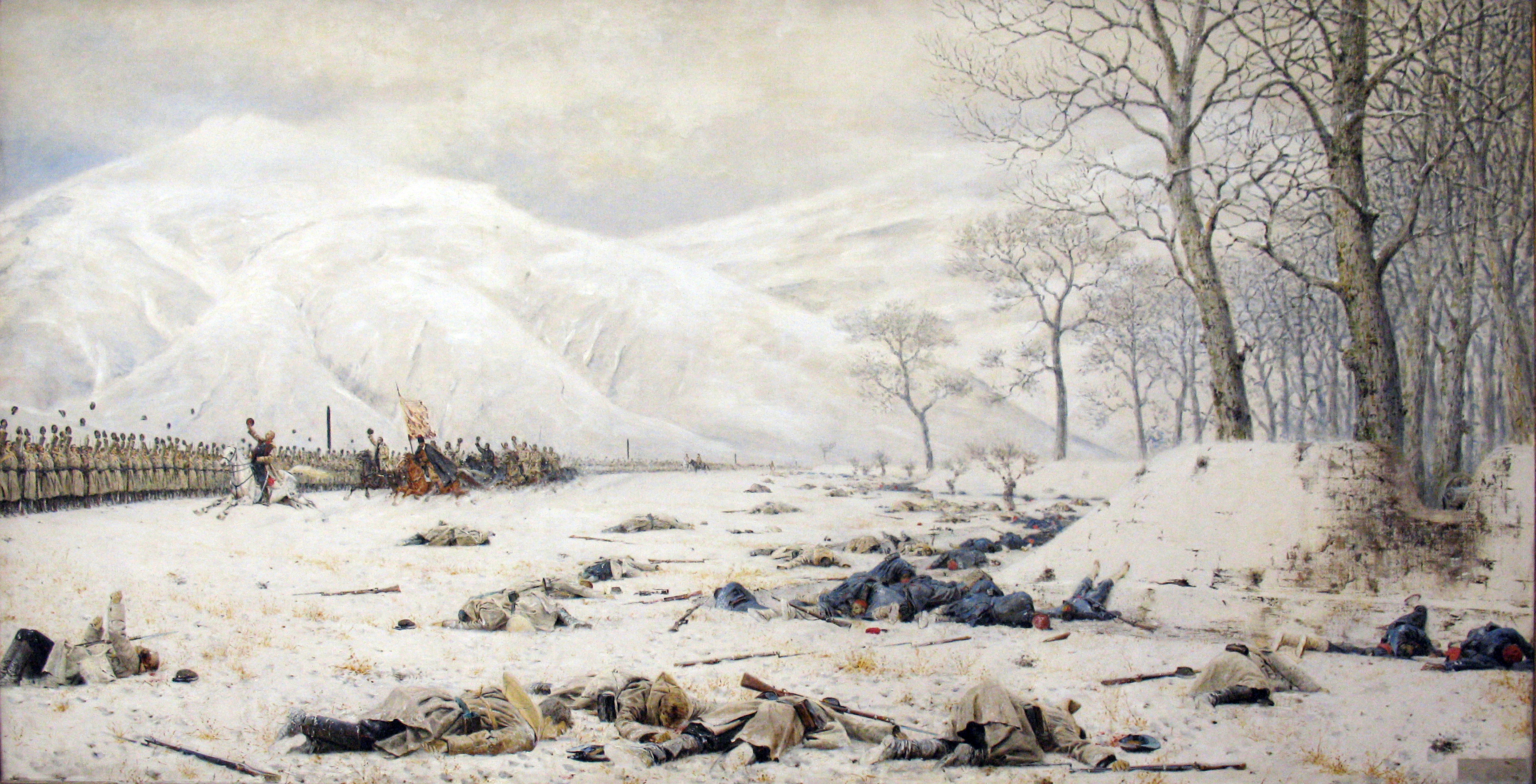
شيبكا
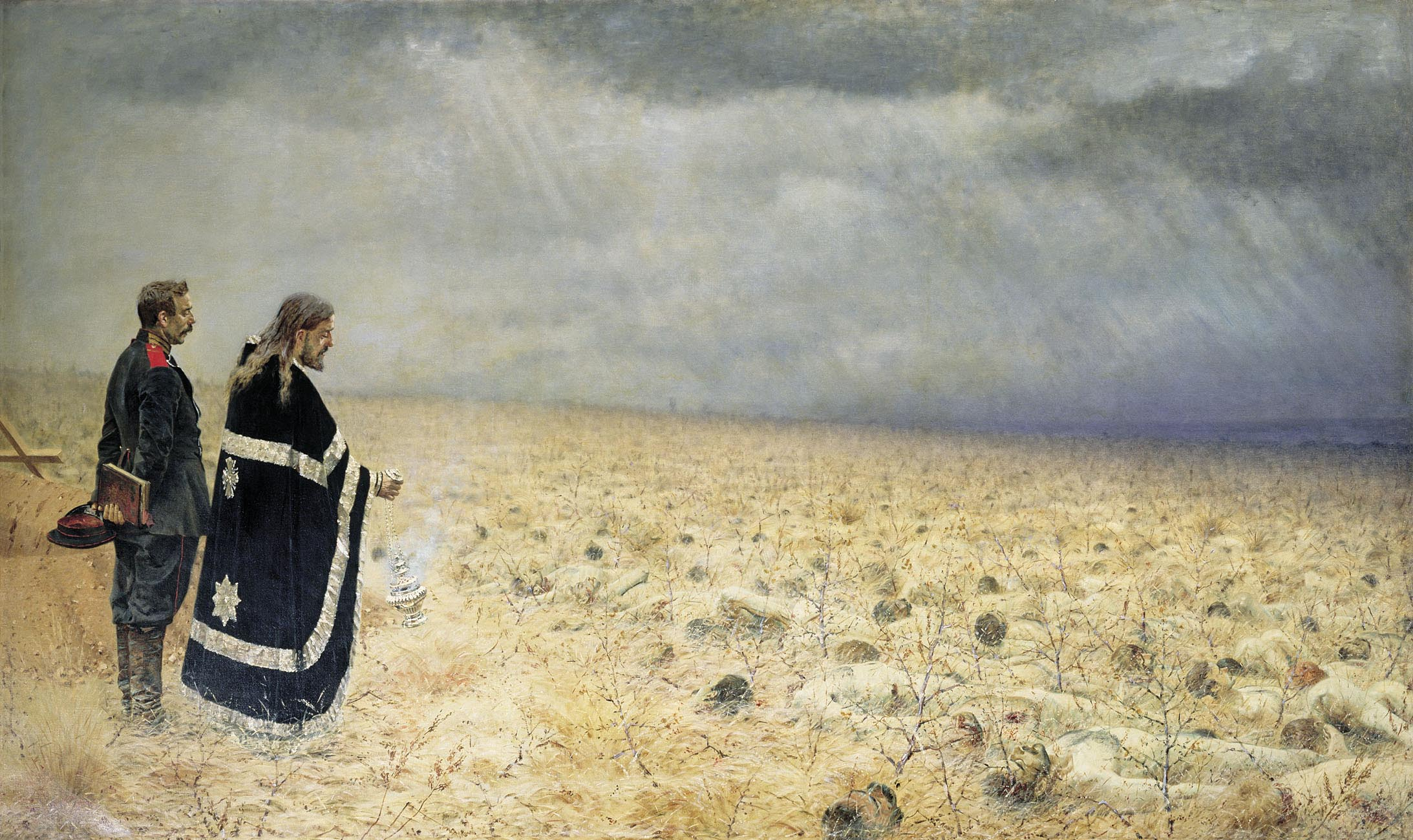
الهزيمة

## انظر ايضاً
- استشراق

## وصلات خارجية
- فاسيلي فرشاغن على موقع الموسوعة البريطانية (الإنجليزية)
- فاسيلي فرشاغن على موقع ميوزك برينز (الإنجليزية)
- فاسيلي فرشاغن على موقع ديسكوغز (الإنجليزية)

- Prominent Russians: Vasily Vereshchagin
- Vereshchagin page at Olga's Gallery
- Vasily Vereshchagin: horrors of war through artist’s eyes
- Vereshchagin's lost paintings نسخة محفوظة 8 ديسمبر 2008 على موقع واي باك مشين.